# Eggelingia
Eggelingia é um género botânico pertencente à família das orquídeas (Orchidaceae).

## Lista de espécies
- Eggelingia clavata
- Eggelingia gabonensis
- Eggelingia ligulifolia